# Carl Barks

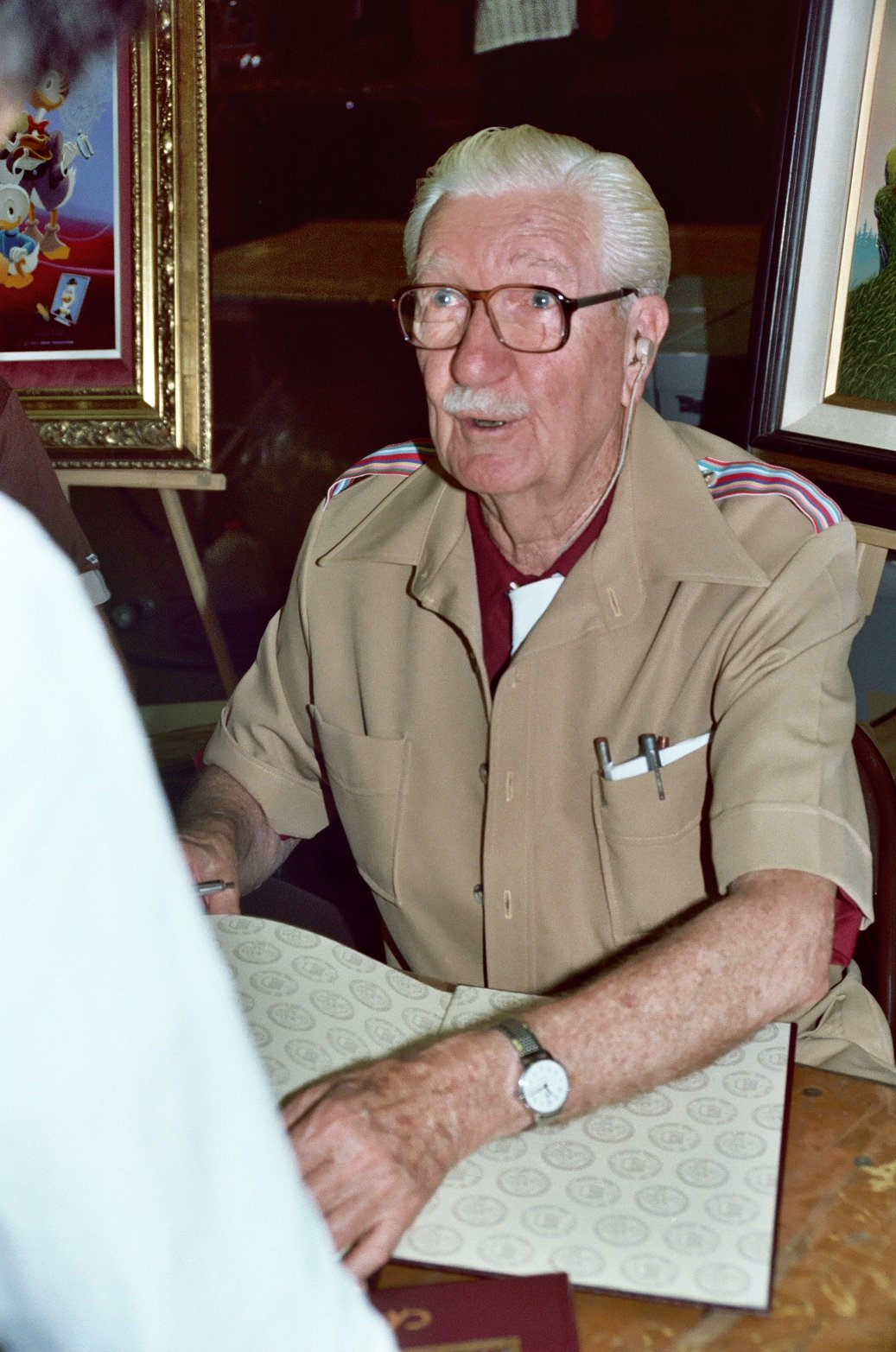
Barks bei der San Diego Comic Con 1982

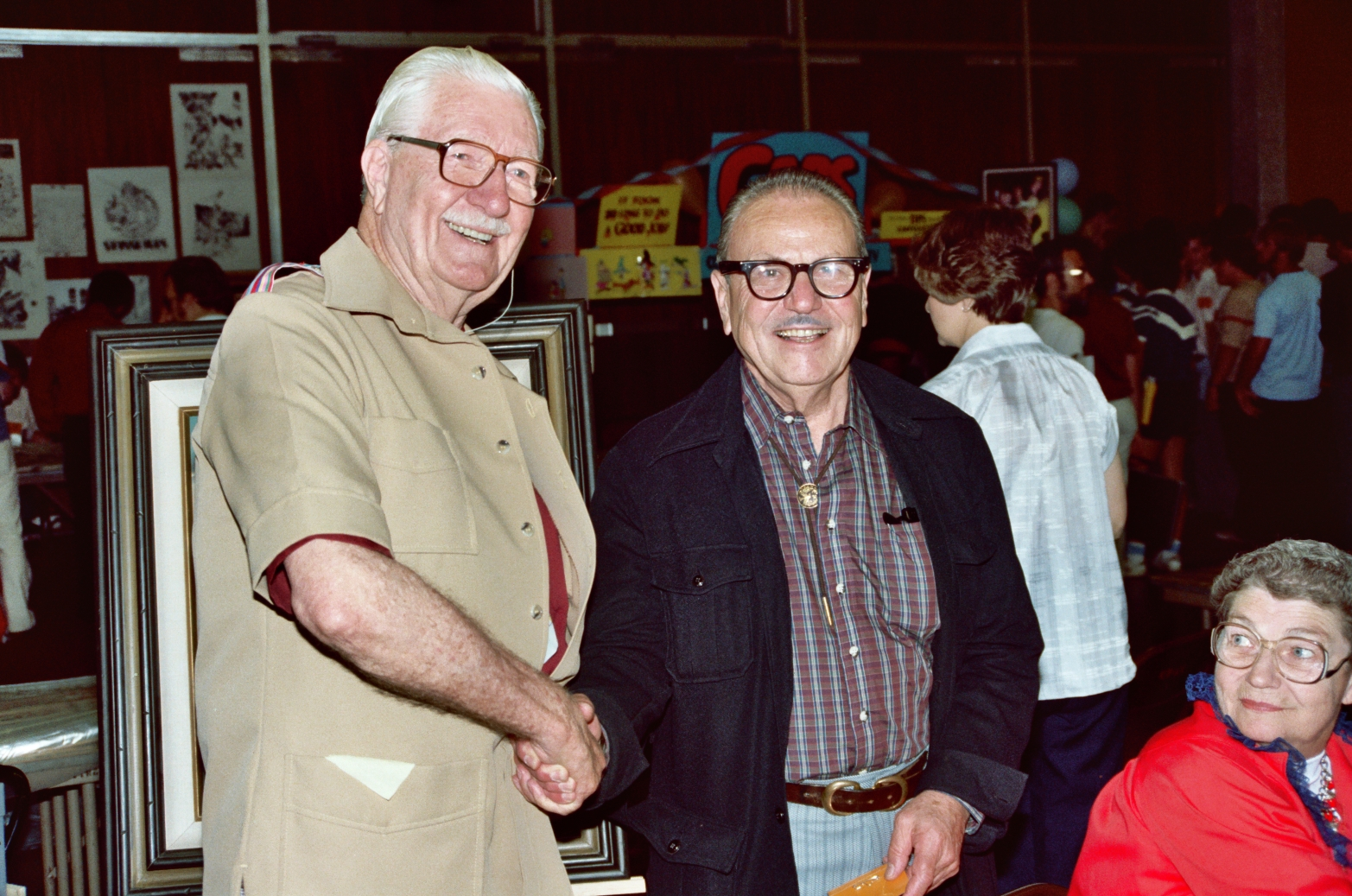
Barks (links) mit Burne Hogarth bei der San Diego Comic Con 1982; rechts unten Barks’ Frau Garé

Carl Barks (* 27. März 1901 in der Nähe von Merrill, Oregon; † 25. August 2000 in Grants Pass, Oregon) war ein US-amerikanischer Comicautor und -zeichner sowie Cartoonist und Maler. Er gilt als der bekannteste Disneyzeichner und erschuf zahlreiche Comic-Figuren des Disney-Kosmos wie Dagobert Duck. Aufgrund seiner Comics gilt er auch als Kultur- und Politikkritiker, wenngleich er dies stets abstritt.

## Bedeutung
Barks war der bekannteste Zeichner und Autor der US-amerikanischen Disney-Comics, insbesondere der Geschichten um die Familie Duck. Die zum Teil noch recht eindimensionalen Charaktere aus den Trickfilmen und den Zeitungscomics von Al Taliaferro differenzierte er und fügte neue Figuren hinzu. Er ist der geistige Vater des reichsten Manns der Welt Dagobert Duck (Scrooge McDuck), des genialen Erfinders Daniel Düsentrieb (Gyro Gearloose) und der Panzerknacker (Beagle Boys). Auch der amerikanische Name der Heimatstadt der Ducks, Entenhausen (Duckburg), stammt von Barks. Vor seinem Wirken war außer Donald Duck nur dessen Freundin Daisy Duck vorhanden. Donalds Neffen Tick, Trick und Track (Huey, Dewey & Louie) hatten ihren ersten Auftritt in dem Disney-Kurztrickfilm Donald’s Nephews von 1938, welcher in wesentlichen Teilen von Barks stammt, der vor seiner Comic-Karriere einige Jahre als Trickfilmzeichner und -schreiber in den Disney-Studios gearbeitet hatte.
Carl Barks hat dazu noch viele weitere Enten-Figuren erfunden. Einige dieser Figuren, die ursprünglich nur für einen bestimmten Comic entworfen worden waren, wurden so populär, dass sie später ihre eigene Comic-Serie erhielten, z. B. Oma Duck.
In den 1950er Jahren waren seine Comics in den USA so beliebt, dass er von den Lesern der Disney-Comics „the good artist“ (dt. „der gute Künstler“) genannt wurde. Damals kannte noch niemand seinen Namen, weil alle Hefte der Disney-Verlage als Autorenvermerk nur die Marke „Walt Disney“ trugen. Erst mit Beginn der 1960er Jahre gelang es hartnäckigen Fans, seinen Namen herauszufinden und den Meister, der längst in Rente war, zu kontaktieren und besuchen.

“I always felt myself to be an unlucky person like Donald, who is a victim of so many circumstances. But there isn't a person in the United States who couldn't identify with him. He is everything, he is everybody; he makes the same mistakes that we all make. He is sometimes a villain, and he is often a real good guy and at all times he is just a blundering person like the average human being, and I think that is one of the reasons people like the duck.”

„Ich selbst habe mich immer als einen Pechvogel gesehen, wie Donald, der ein Opfer aller möglichen Umstände ist. Aber es gibt wohl niemanden in den Vereinigten Staaten, der sich nicht mit ihm identifizieren könnte. Er ist alles, er ist jeder; er macht dieselben Fehler, die wir alle machen. Er ist manchmal ein Schurke, oft ist er wirklich ein feiner Kerl, immer aber hat er, wie ein jeder von uns, mit den Tücken des Alltags zu kämpfen, und ich glaube, dass das einer der Gründe ist, warum die Leute die Ente mögen.“

Mit Erika Fuchs fanden die Comics von Carl Barks eine kongeniale Übersetzerin ins Deutsche. Bekannte Sprüche wie „Wo man hinschaut, nichts als Gegend“ oder „Dem Ingenieur ist nichts zu schwör“ stammen aus ihrer Feder. Ihre Sprache war weitaus feiner differenziert als das US-amerikanische Original, in dem Barks auch viele Slang-Worte verwendete.
Manchmal wird der US-amerikanische Comictexter und -zeichner Don Rosa als der „neue Carl Barks“ bezeichnet.

## Biographie

### Kindheit und Jugend
Carl Barks wurde am 27. März des Jahres 1901 als zweiter Sohn des Landwirtes William Barks und von dessen Frau Arminta im US-Bundesstaat Oregon unweit des Ortes Merrill auf einer Farm geboren. Bereits in jungen Jahren halfen Carl und sein zwei Jahre älterer Bruder Clyde nach der Schule ihrem Vater bei Farmarbeiten. 1911 verpachtete William Barks seine Farm und zog mit der Familie nach Santa Rosa in Kalifornien, um mit einer Pflaumenplantage sein Glück zu versuchen. Der Erfolg blieb jedoch aus, und als bei Carl Barks’ Mutter Krebs diagnostiziert wurde und sein Vater einen Nervenzusammenbruch erlitt, zog die Familie zurück in die bis dahin verpachtete Farm nach Merrill. Im Jahr 1916 starb seine Mutter im Alter von 56 Jahren. Carl Barks, der zu diesem Zeitpunkt gerade 15 Jahre alt war, brach daraufhin die Schule in der achten Klasse ab. Sein Gehör begann sich bereits in dieser Zeit deutlich zu verschlechtern. Im selben Jahr begann er einen Fernkurs an der Landon School of Cartooning, er brach ihn jedoch nach nur vier Unterrichtsstunden wieder ab. Barks half vermehrt auf den Feldern mit, da aufgrund des Ersten Weltkrieges Arbeitskräftemangel herrschte und daher höhere Löhnen bezahlt wurden, sodass er bald von der elterlichen Farm wegziehen und auf eigenen Beinen stehen konnte. Der kurze Fernkurs sei nach seinen Aussagen – neben dem Studium von Comicstrips in den Tageszeitungen – dennoch sehr hilfreich für seine spätere Karriere gewesen. Im Dezember 1918 ging Carl Barks mit seinen Ersparnissen nach San Francisco, wo er als Laufbursche für eine Druckerei arbeitete. Mit Zeichnungen, die er in seiner Freizeit anfertigte, bewarb er sich bei lokalen Zeitungen, sie lehnten ihn jedoch allesamt ab. Schließlich kehrte er 1920 nach 18 Monaten ohne nennenswerte Erfolge zu seinem Vater auf die Farm nach Oregon zurück.

### Frühe Berufserfahrungen und erste Ehe
Carl Barks ging nun, wie schon vor seiner Abreise nach San Francisco, seinem Vater auf der Farm zur Hand. 1921 heiratete Barks Pearl Turner, die Tochter eines Sägewerksbesitzers, mit der er in den darauffolgenden Jahren die Töchter Peggy (* 23. Januar 1923) und Dorothy (* 26. November 1924) bekam. Carl Barks arbeitete in dieser Zeit auch im Sägewerk seines Schwiegervaters, weil auf der Farm nicht immer genug Arbeit vorhanden war, um die junge Familie zu versorgen. Da dies jedoch nur im Sommer möglich war, suchte er weiterhin eine feste Anstellung mit dauerhaften Einkommen. Diese fand er schließlich als Hilfsarbeiter in einer Reparaturwerkstatt für Eisenbahnen der Gesellschaft Pacific Fruit Express in Roseville. Die Familie zog in die Stadt nahe Sacramento und blieb dort bis 1930. In dieser Zeit zog sich Barks in seiner Freizeit immer mehr an den Zeichentisch zurück, was seiner Frau zunehmend missfiel. Obwohl er mit dem Verkauf erster Zeichnungen etwas Geld dazuverdiente, trennten sie sich 1930. Carl Barks kam kurzfristig bei seinen Schwiegereltern in Oregon unter und verkaufte nun regelmäßiger Zeichnungen an das Männermagazin Calgary Eye-Opener, sodass er bald ein kleines Haus in Medford mieten konnte. Lange blieb er dort nicht, denn im November 1931 nahm er eine Festanstellung beim Calgary Eye-Opener an und zog nach Minneapolis, um in der Redaktion zu arbeiten. Bis 1935 steuerte er nicht nur Zeichnungen und Karikaturen für das Magazin bei, sondern auch kurze Geschichten und Gedichte.

### Arbeit bei Disney
1935 bewarb sich Carl Barks bei den Disney-Studios in Los Angeles, die für ihren ersten spielfilmlangen Zeichentrickfilm Schneewittchen und die sieben Zwerge noch Zeichner suchten. Seine Bewerbung hatte Erfolg, und so reiste er mit Clara Balken, die er in Minneapolis kennengelernt hatte, nach Los Angeles, wo er nach einer einmonatigen Ausbildung als Zwischenphasenzeichner übernommen wurde. In den Disney Studios kam Barks das erste Mal mit Donald Duck in Kontakt, als er für den Kurzfilm Die Wunder der Technik eine Slapstick-Szene mit einem automatischen Friseurstuhl entwarf, um von den mühseligen Zwischenphasenzeichnungen loszukommen und sich trotz seiner Schwerhörigkeit im Studio zu bewähren. Walt Disney gefiel diese Szene, und er versetzte ihn daraufhin in die Abteilung für Geschichtenentwicklung. 1938 heiratete Carl Barks zum zweiten Mal und erwarb drei Jahre später mit seiner Frau Clara eine kleine Farm in San Jacinto. Am 9. November 1942 kündigte er seine Anstellung bei Disney, um sich mit einer Hühnerzucht und der Aussicht, ein hauptberuflicher Comiczeichner zu werden, selbstständig zu machen.

### Die Anfänge als Comiczeichner
Carl Barks bewarb sich nach seiner Kündigung bei Disney Ende 1942 als Zeichner bei Western Publishing, jenem Verlag, der einige Monate zuvor bereits zwei Comics veröffentlicht hatte, an denen Barks mitgewirkt hatte. Die Antwort fiel positiv aus, und Barks erhielt das Skript zu The Victory Garden (deutsch Gesundheitsgemüse), aus dem er einen zehnseitigen Comic mit Donald zeichnen sollte. Weitere Geschichten für Zehnseiter und auch längere Donald-Duck-Abenteuer schrieb Barks in den nächsten Jahren selber. Als der Verlag 1947 mit dem Wunsch nach einer Weihnachtsgeschichte an Barks herantrat, entwarf er einen reichen Onkel für Donald: Scrooge McDuck (deutsch Dagobert Duck) trat das erste Mal im Dezember 1947 in der Geschichte Christmas On Bear Mountain (deutsch Die Mutprobe) auf. Ihm folgten weitere, von Barks erfundene Figuren wie Gustav Gans, Daniel Düsentrieb und später die Panzerknacker sowie Gundel Gaukeley. Dagobert Duck bekam 1953 beim gleichen Verlag seine eigene Comicreihe mit dem Titel Uncle Scrooge, für die hauptsächlich Carl Barks die Abenteuer lieferte.

### Zweite Scheidung und dritte Ehe
Seine zweite Frau Clara verfiel zunehmend dem Alkohol und wurde dann aggressiv. Als ihr 1950 bei einer Krebsoperation ein Bein bis zum Knie abgenommen werden musste, versuchte Carl Barks sich als Pfleger. Doch auch dieser Einsatz konnte die Ehe nicht mehr retten, zumal sie weiterhin zur Flasche griff. Im Dezember 1951 wurden sie geschieden, und Barks musste mit 51 Jahren von vorne anfangen, denn ihm blieb nichts außer „zwei Decken, seiner Kleidung, dem Zeichenbrett und den National-Geographic-Ausgaben“. Doch Barks fühlte sich wie von einer Last befreit, fuhr durch das Land, sammelte Inspirationen und besuchte Ausstellungen. Auf einer solchen traf er 1952 auch Margaret Williams wieder, die sich bereits zehn Jahre zuvor bei ihm als Assistentin beworben hatte. Garé, wie Margaret von allen genannt wurde, hatte ebenfalls schon eine Scheidung hinter sich und war Landschaftsmalerin. Die beiden bezogen ein Haus im südkalifornischen Hemet und heirateten am 26. Juli 1954. Garé Barks unterstützte ihren Mann fortan bei seiner Arbeit, zeichnete Hintergründe, letterte und tuschte einige seiner Zeichnungen.

### „Der gute Künstler“
1959 begann Barks vermehrt auch Auftragsarbeiten von Western Publishing zu zeichnen, wie etwa die Geschichten in den Reihen Daisy Duck’s Diary oder Grandma Duck’s Farm Friends, um sich selber keine neuen Handlungen mehr ausdenken zu müssen. Vom Jahr 1960 an erreichten ihn die ersten Fanbriefe, die sein Verlag, der auch Barks’ Adresse geheim hielt, bis dahin nicht weitergeleitet hatte. Da seine Geschichten stets nur mit Walt Disney signiert waren und nicht mit Carl Barks, wusste lange Zeit niemand, wer der Autor war, den die Fans mit dem Ehrennamen The good artist (dt. Der gute Künstler) bedachten. Berichte in der Lokalpresse in Barks’ Wohnorten über den einheimischen Comickünstler Ende der 1940er und Anfang der 1950er Jahre sowie ein längerer Artikel „The Comic World“ des Schriftstellers Charles Beaumont (1929–1967), der Barks bewunderte, in dem kurzlebigen amerikanischen Westküstenmagazin Fortnight 1955 fanden keinen größeren Widerhall. Einige Ideen, die ihm seine Fans seit Anfang der 1960er Jahre in Briefen schilderten, setzte er in den nächsten Jahren in seinen Comicgeschichten um. Am 30. Juni 1966 ging Carl Barks als Comiczeichner für Western Publishing offiziell in den Ruhestand, was ihn jedoch nicht davon abhielt, weitere Skripte an den Verlag zu schicken, die dann von anderen Zeichnern fertiggestellt wurden.

### Die Ducks in Öl
Carl Barks versuchte sich wie seine Frau Garé immer wieder an Landschaftsbildern mit Ölfarben. Kommerziell hatten seine Gemälde wenig Erfolg, doch Fans, die diese Bilder sahen, baten ihn, doch auch die Ducks in Öl zu verewigen. 1971 fragte Barks offiziell bei Disney an und war der erste Künstler, der eine Genehmigung dafür erhielt. Er malte seitdem für seine wachsende Fangemeinde auf Anfrage Titelbildmotive oder Szenen aus seinen Comics als Ölbilder nach und verkaufte diese. Einige besonders gefragte Motive wurden in Varianten mehrfach von ihm gemalt. Als 1976 auf der Comicmesse in San Diego ein Händler illegale Nachdrucke eines seiner Gemälde verkaufte, entzog Disney Carl Barks die Lizenz, die Ducks in Öl malen zu dürfen. Barks beschränkte sich danach auf Ölgemälde ohne Disneyfiguren, die jedoch längst nicht soviel Anklang bei den Fans fanden.
Siehe: Liste der Gemälde von Carl Barks

### Die letzten Jahre

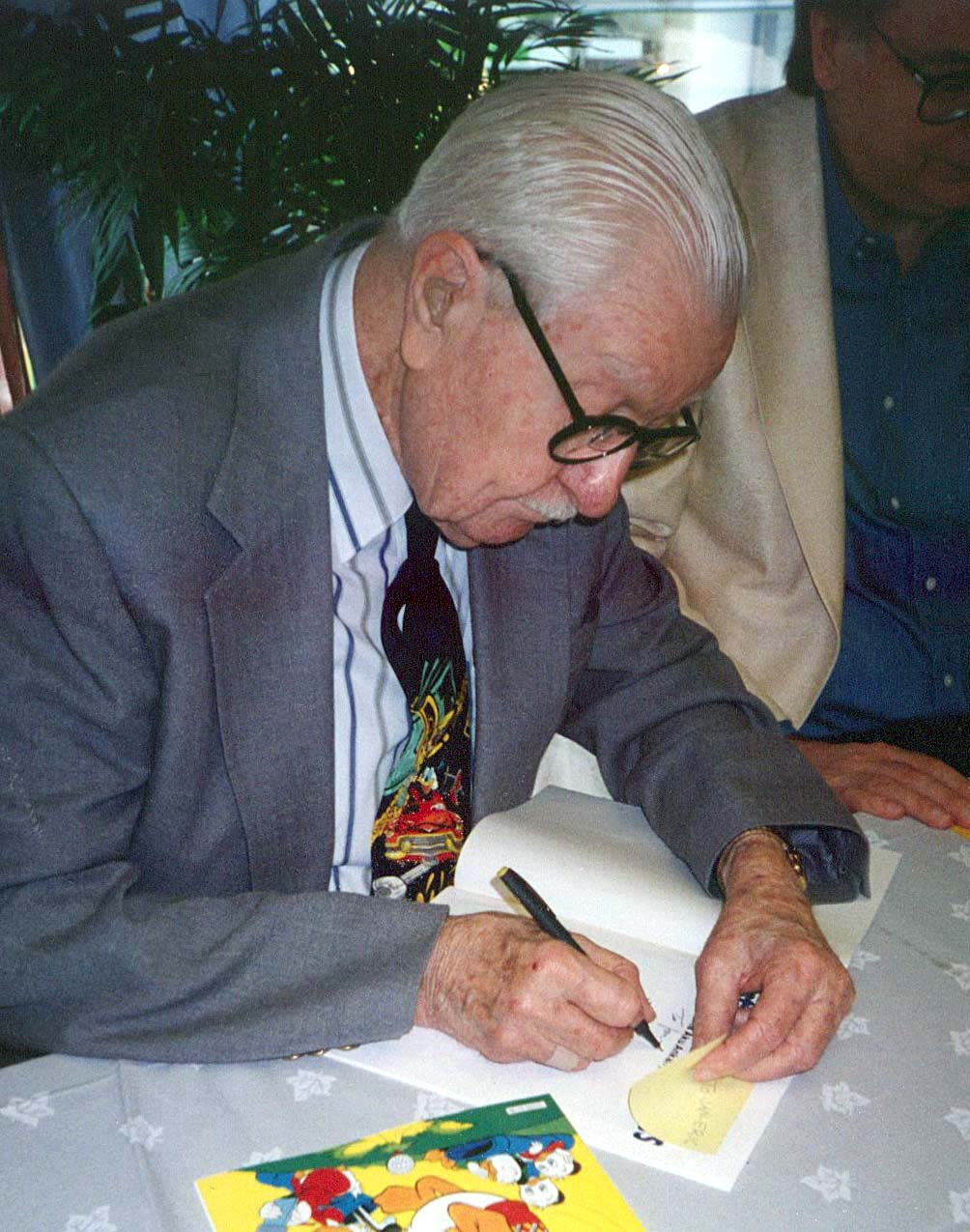
Der 93-jährige Barks in Finnland, 1994

In den folgenden Jahren war Carl Barks vor allem damit beschäftigt, seine Fanpost zu beantworten und jenen Verlegern mit Rat und Tat zur Seite zu stehen, die Sammelbände mit Nachdrucken seiner Comics oder Ölbilder herausgeben wollten. 1983 zog das Ehepaar Barks nach Grants Pass in Oregon, um etwas Abstand von den immer zudringlicheren Fans in Kalifornien zu bekommen. Garé Barks verstarb dort mit 75 Jahren am 10. März 1993. Im Sommer des darauffolgenden Jahres begab sich Barks zum 60. Geburtstag Donald Ducks auf Europareise und besuchte neben dem Egmont-Ehapa-Verlagshaus in Stuttgart auch Erika Fuchs in München, die alle seine Comics ins Deutsche übertragen hatte. Im Juli 1999 wurde bei ihm chronische lymphatische Leukämie diagnostiziert und Barks wurde – teilweise wegen der Chemotherapie – zunehmend schwächer. Fast ein Jahr später, im Juni 2000, entschloss er sich, seine medizinische Behandlung zu beenden. In der Nacht auf den 25. August 2000 starb Carl Barks im Alter von 99 Jahren in seinem Haus in Grants Pass im Schlaf.

### Privates
Carl Barks war dreimal verheiratet. Seine erste Frau Pearl, von der er sich 1930 scheiden ließ, verstarb 1987. Mit ihren gemeinsamen Töchtern Peggy und Dorothy hatte Barks nur wenig Kontakt: Peggy, die einen Sohn und zwei Töchter hatte, starb 1963 an Lungenkrebs; Dorothy hatte einen Sohn, lebte im US-Bundesstaat Washington und starb 2014. Seine zweite Frau Clara verstarb 1964, 13 Jahre nach ihrer Scheidung von Barks, der ihr bis zu ihrem Tode Alimente zahlte.
Sein Bruder Clyde, der in Tulelake (Kalifornien) ein Hotel betrieb, starb 1983 und hinterließ seine Kinder William und Maxine sowie seine Frau Zena May Dillard, die 1986 starb.

## Meilensteine
Das Lebenswerk von Carl Barks ist groß, als Produkt einer jahrzehntelangen Schaffenszeit schuf der Comic-Künstler im Auftrag verschiedener Verlage zwischen 1942 und 1966 Geschichten um die Duck-Familie, die im Gedächtnis der Nachwelt unvergessen blieben. Der Inducks-Katalog listet über 850 Disney-Comics für Western Publishing, an denen Barks beteiligt war, Cover und Illustrationen nicht mitgezählt. Der Bogen spannt sich dabei von seinem Erstling Piratengold (Pirate Gold, 1942) bis zu seinen nach Abschluss seiner Karriere als Comic-Künstler vorerst letzten Zeichnungen in der Kurzgeschichte Genau der richtige Job (The Dainty Daredevil, 1968). Als künstlerischer Höhepunkt gelten weithin die Jahre um 1950, also nach der Einführung der Figur des Onkel Dagobert. Dieser war zunächst als eher unsympathische Figur im Stil seines literarischen Vorbilds Ebenezer Scrooge von Charles Dickens angelegt, doch gestaltete Barks seinen Charakter später milder und gelegentlich mit weichem Herz unter rauer Schale. Barks selber nannte in Interviews häufig als seine Lieblingsgeschichten Im Land der viereckigen Eier (Lost in the Andes! 1948) und Im alten Kalifornien (In Old California! 1951). Von vielen Fans wird als ihre Lieblingsgeschichte oft Weihnachten für Kummersdorf (A Christmas for Shacktown, 1952) genannt.
Unter den zahlreichen Nutzern der Inducks-Datenbank können Noten für sämtliche dort eingetragene Geschichten abgegeben werden. Hierbei belegt derzeit Barks Klassiker Wiedersehen mit Klondike den ersten Platz von über 25.000 gelisteten Storys. Auch die Plätze 2 bis 16 hält im Moment Barks, wobei sich die Geschichten immer wieder gegenseitig von den Spitzenpositionen verdrängen. Insgesamt stammen 42 von den Top-100-Geschichten von Barks.
Barks zeichnete auch einige nicht in Entenhausen angesiedelte Comics, unter anderem für die Reihen Barney Bear und Benny Burro (in Deutschland 1991/92 zum Teil erschienen in der nach zwei Bänden eingestellten Reihe Barks Classics) oder Droppy.

## Auszeichnungen
- 1970: Shazam Award der Academy of Comic Book Arts (ACBA) als Best Humor Writer
- 1973: Hall of Fame Auszeichnung der ACBA
- 1977: Inkpot-Auszeichnung der San Diego Comic-Con
- 1985: Aufnahme in die Hall of Fame des Kirby Award
- 1987: Aufnahme in die Hall of Fame des Eisner Award
- 1991: Disney Legends Auszeichnung in der Kategorie Animation & Publishing
- Der 1981 entdeckte Asteroid (2730) Barks wurde 1983 nach Carl Barks benannt. Peter Thomas von der Cornell University schlug seinen Namen vor, weil Barks mit seinen Weltraumabenteuern viele Wissenschaftler inspiriert habe.[16][17]

## Barks-Comics im deutschsprachigen Raum
Bereits in den ersten deutschsprachigen Micky-Maus-Heften (seit September 1951) sowie in den Micky-Maus-Sonderheften (Nr. 3, 8, 10, 16, 18, 21, 23, 24 und 31) ab 1952 fanden sich Barks-Geschichten, deren Nachdrucke zuerst ab Mai 1965 vor allem in den Heften der Reihe Die tollsten Geschichten von Donald Duck – Sonderheft erschienen (diese sind auch als Nachdruck in 2. Auflage erschienen). Die Zeitschrift Goofy brachte ab 1979 regelmäßig Barks’ Ten Pagers (zehnseitige Geschichten) in der Rubrik Nostalgoofy.
Umfassend wurde sein Werk neu aufgelegt in Die besten Geschichten mit Donald Duck (58 Alben von 1984 bis 1999), auch bekannt unter dem Titel Donald Duck Klassik Album, und – im deutschsprachigen Raum erstmals systematisch – in der zwischen 1992 und 2004 erschienenen Barks Library, die 133 Alben in mehreren Teilserien umfasst und inzwischen überwiegend vergriffen ist. Die 51 Alben der Hauptserie erschienen auch in 17 gebundenen 3er-Bänden als Barks Comics & Stories, seit Mai 2009 werden die 38 Alben der Barks-Library-Reihe Barks – Onkel Dagobert in 13 gebundenen 3er-Bänden neu aufgelegt; als gebundene Bände erschienen seitdem in gleicher Aufmachung die weiteren Werke von Carl Barks unter den Reihentiteln Barks – Donald Duck, Barks – Fähnlein Fieselschweif und Barks – Daisy & Oma Duck.
Als hochwertige 30-bändige Sammlerausgabe erschien seit Sommer 2005 im deutschsprachigen Raum und in einigen anderen nordeuropäischen Ländern die auf 10 Schuber mit jeweils drei gebundenen Halbleinenbänden großformatig angelegte Carl Barks Collection, die sämtliche von Barks geschriebenen und gezeichneten Disney-Comics neben vielen kommentierenden Aufsätzen sowie weiteren Dokumenten über Barks enthält und im Dezember 2008 abgeschlossen wurde. Sie gilt zurzeit als die ultimative Edition von Carls Barks’ Œuvre im deutschsprachigen Raum.

## Der Kulturkritiker
Barks beobachtete die Entwicklung der Massenmedien in den USA mit großem Unbehagen. Wiederholt wies er in Interviews, die er seinen Anhängern und Journalisten gab, auf die Gefahren des Fernsehkonsums – besonders in Formen, wie er in den USA auftritt – hin. Diese Haltung macht sich auch in einigen seiner Comicgeschichten bemerkbar, so zum Beispiel in dem Zehnseiter Die Zugkatastrophe.

„Bei uns [in den USA] steht der Fernsehapparat nie still, und was dann geboten wird, ist zu 99 Prozent absoluter Schund! Man kann den Einfluss des amerikanischen Fernsehens auf die Bevölkerung gar nicht genug betonen, es macht die Menschen wirklich kaputt und vergiftet sie!“

## Hintergründe seiner Werke
Barks stritt zwar jegliche politische oder gesellschaftliche Intention seiner Werke ab, trotzdem fällt es bei manchen Geschichten wie Die Stadt der goldenen Dächer schwer, die Kritik am (US-)Imperialismus zu übersehen.
Des Weiteren gibt er auch in manchen Werken die Berufe der Psychologen, Anwälte, Geheimdienstler usw. der Lächerlichkeit preis oder integriert Hitlers Mein Kampf in die Abbildung einer Müllkippe.
Auch den Vietnamkrieg behandelte Barks kritisch in Der Schatz des Marco Polo. Die Geschichte ist zwar durchgehend antikommunistisch, andererseits kommt auch Entenhausen, das die USA repräsentiert, nicht gut weg.
Diese Art von Kritik sorgte dafür, dass einige Werke Barks’ stark zensiert oder lange gar nicht erst veröffentlicht wurden, weil sie den Walt Disney Studios als politisch unerwünscht galten. Ein anderes Beispiel ist die Geschichte Im Land der Zwergindianer, in der Barks auf Umweltprobleme und die Probleme indigener Völker aufmerksam macht.

## Filmografie
Folgende Filme wurden unter Beteiligung von Carl Barks fertiggestellt:
| - 1937: Die Wunder der Technik (Modern Inventions) - 1937: Donald und der Vogel Strauss (Donald’s Ostrich) - 1938: Selbstbeherrschung (Self Control) - 1938: Donalds gutes Ich (Donald’s Better Self) - 1938: Kurzbesuch bei Onkel Donald (Donald’s Nephews) - 1938: Die tüchtigen Pfadfinder (Good Scouts) - 1938: Donald spielt Golf (Donald’s Golf Game) - 1939: Donalds Glückstag (Donald’s Lucky Day) - 1939: Picknick am Strand (Beach Picnic) - 1939: Der Eishockey-Champion (The Hockey Champ) - 1939: Donalds Cousin Franz (Donald’s Cousin Gus) - 1939: Donald auf großer Fahrt (Sea Scouts) - 1939: Donald und der Pinguin (Donald’s Penguin) - 1939: Donald auf Prominentenjagd (The Autograph Hound) - 1940: Ein Tänzchen mit Daisy (Mr. Duck Steps Out) - 1940: Das gefundene Fressen (Bone Trouble) - 1940: Ausflug zum See (Put-Put Troubles) - 1940: Donalds Ferien (Donald’s Vacation) - 1940: Pluto, der Fensterputzer (Window Cleaners) | - 1940: Feueralarm! (Fire Chief) - 1941: Donald, der Holzfäller (Timber) - 1941: Die goldenen Eier (The Golden Eggs) - 1941: Schlafstörungen (Early to Bed) - 1941: Donald und die Schulschwänzer (Truant Officer Donald) - 1941: Herr MacDonald hat ’ne Farm (Old MacDonald Duck) - 1941: Donald, der Chefkoch (Chef Donald) - 1942: Donald, der Dorfschmied (The Village Smithy) - 1942: Donalds Schneeballschlacht (Donald’s Snow Fight) - 1942: Donald in Uniform (Donald Gets Drafted) - 1942: Das Armeemaskottchen (The Army Mascot) - 1942: Der Tarnanstrich (The Vanishing Private) - 1942: Fallschirmspringer wider Willen (Sky Trooper) - 1942: Donald der Page (Bellboy Donald) - 1943: Der halbe Donald (The Old Army Game) - 1943: Donald findet keine Ruhe (Home Defense) - 1944: Posaunen-Ärger (Trombone Trouble) - 1944: Der Plastik-Erfinder (The Plastics Inventor) |

## Filmdokumentation
- Entenhausen ist überall – Die Welt des Carl Barks. Dokumentarfilm von Michael Maschke und Joachim Müller, Deutschland, 43 Minuten